# Dermacentor andersoni
Dermacentor andersoni (engl. Rocky Mountain wood tick) ist ein Vertreter der Gattung der Buntzecken. Die Zeckenart ist im Westen Nordamerikas beheimatet, ihr Verbreitungsgebiet reicht von Mexiko bis nach British Columbia. Der Parasit kann bei Rindern, insbesondere Kälbern, eine Zeckenparalyse verursachen. Er ist im Westen der USA Hauptvektor für das Rocky-Mountain-Fleckfieber des Menschen und für die Anaplasmose der Wiederkäuer (Erreger Anaplasma marginale).

## Merkmale
Männchen sind 2 bis 6 mm lang, Weibchen 3 bis 5 mm, in vollgesogenem Zustand 10 bis zu 11 mm. D. variabilis ist braun und der Rückenschild ist grau gemustert. Die Mundwerkzeuge sind kurz. Die Basis des Capitulums ist breit und kurz. Die Beine zeigen die gleiche Musterung wie der Körper. Das erste Coxenpaar trägt einen markanten äußeren und inneren Dorn.

## Entwicklung

Verbreitungskarte von D. andersoni

D. andersoni ist dreiwirtig. Adulte saugen vor allem an großen Pflanzenfressern, sowohl bei Haus- als auch Wildtieren, während die Larven und Nymphen kleine Nagetiere befallen. Die Begattung findet auf dem Wirt statt, anschließend legt das Weibchen über einen Zeitraum von drei Wochen bis zu 6500 Eier. Aus diesen schlüpfen nach vier Wochen die Larven und suchen sich einen Wirt. Nach fünf Tagen lassen sie sich abfallen und häuten sich zur Nymphe. Die Entwicklung kann im Ein- oder Zweijahresturnus verlaufen. Im Frühjahr schlüpfende Larven erreichen im Spätsommer das Nymphenstadium und überwintern als Adulte. Nymphen, die keinen Wirt finden, überwintern und setzen ihre Entwicklung im Folgejahr fort.